# ترک‌های بریتانیا
ترک‌های بریتانیا یا بریتانیایی‌های ترک (انگلیسی: British Turks; ترکی استانبولی: Birleşik Krallık'taki Türkler) شاخه‌ای از ترک‌های استانبولی هستند که در گذر زمان به بریتانیا مهاجرت کرده‌اند. ممکن است ترک‌های بریتانیا در موطن خود زاده شده‌باشند، یا در بریتانیا از والدینی به صورت یک رگه و دورگه ترک متولد شده‌باشند.

## پیشینه
پیشینه نخستین مهاجرت ترک‌ها به دوران امپراطوری عثمانی و قرن ۱۶اُم و ۱۷اُم میلادی بازمی‌گردد.
دیگر مهاجرت ترک‌ها از جزیره قبرس شروع شد، که عده‌ای از ترک‌های قبرس برای کار و بعدتر در طول جنگ قبرس، که ترک‌ها در حوادث کریسمس خونین مجبور به ترک خانه و کاشانه خود در قبرس شدند و به بریتانیا پناهنده و مهاجرت کردند. سپس در نیم قرن اخیر که مهاجرت‌های جدیدی از سوی اهالی دولت ترکیه به اروپا با ارسال نیروی کار آغاز گردید، که در این بین نیز ترکان زیادی از ترکیه به بریتانیا کوچ کردند.

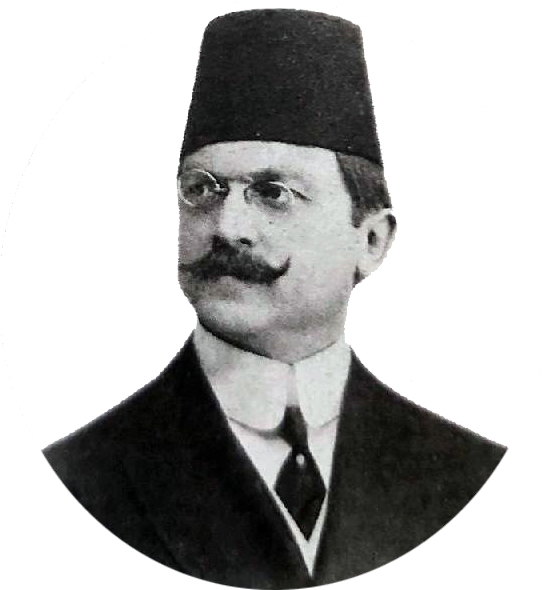
علی کمال از روشنفکران ترک که در دوران امپراطوری عثمانی به بریتانیای کبیر مهاجرت کرد.

## جمعیت
امروزه حدود ۵۰۰،۰۰۰ نفر از مردم بریتانیا را قومیت ترک تشکیل می‌دهد. که حدود ۳۰۰،۰۰۰ تن از آنان را ترک‌های قبرسی و حدود ۱۵۰،۰۰۰ را ترکان اهل ترکیه و مابقی ترک‌ها را گروه‌های کوچکی از جوامع ترک‌های مقدونیه، ترک‌های بلغارستان، ترک‌های رومانی، ترک‌های تراکیه غربی تشکیل می‌دهند. اخیراً تعدادی از ترک‌های آلمان و ترک‌های هلند نیز به بریتانیا مهاجرت کرده‌اند.

## فرهنگ
ارزش‌های سنتی خانوادگی در بین جوامع ترک‌های بریتانیا بسیار مهم در نظر گرفته می‌شود. به مقوله ازدواج نیز تأکید می‌شود. بنابراین ازدواج و داشتن خانواده به عنوان هویت ترکی به‌شمار می‌رود. والدین سعی در نگه‌داشتن ارزش‌های فرهنگی بر روی نسل جوان به عنوان حفظ ارزش‌های سنتی باور دارند. جوانان ترک در مدارس شروع به یادگیری زبان و ادبیات، فرهنگ رقص، غذا و تاریخ ترکی می‌کنند. ولی حضور در بریتانیا بالطبع باعث نفوذ فرهنگ و آمیختگی با باورهای اهالی بریتانیا می‌شود.
| |  |  |
| سفارت ترکیه در میدان بلگراو لندن (چپ) و دفتر رسمی جمهوری ترک قبرس شمالی در میدان بدفورد لندن (راست). |  |  |

## زبان
زبان ترکی به عنوان زبان اصلی در میان جامعه ترک بریتانیا سخن گفته می‌شود، اما گویش ترکی قبرسی نیز به‌طور گسترده‌ای در میان جامعه آنان تکلم می‌شود. نسل اول و مهاجران اخیر اغلب زبان ترکی را روان صحبت می‌کنند. به دلیل آمیختگی زبان ترکی و زبان انگلیسی در بین نسل دوم و سوم ترک، به زبانی با نام زبان آنگلو-ترکی که (به انگلیسی: Anglo-Turkish) نامیده می‌شود، باعث به وجود آمدن چنین لهجه‌ای در زبان آنان شده‌است.

## دین

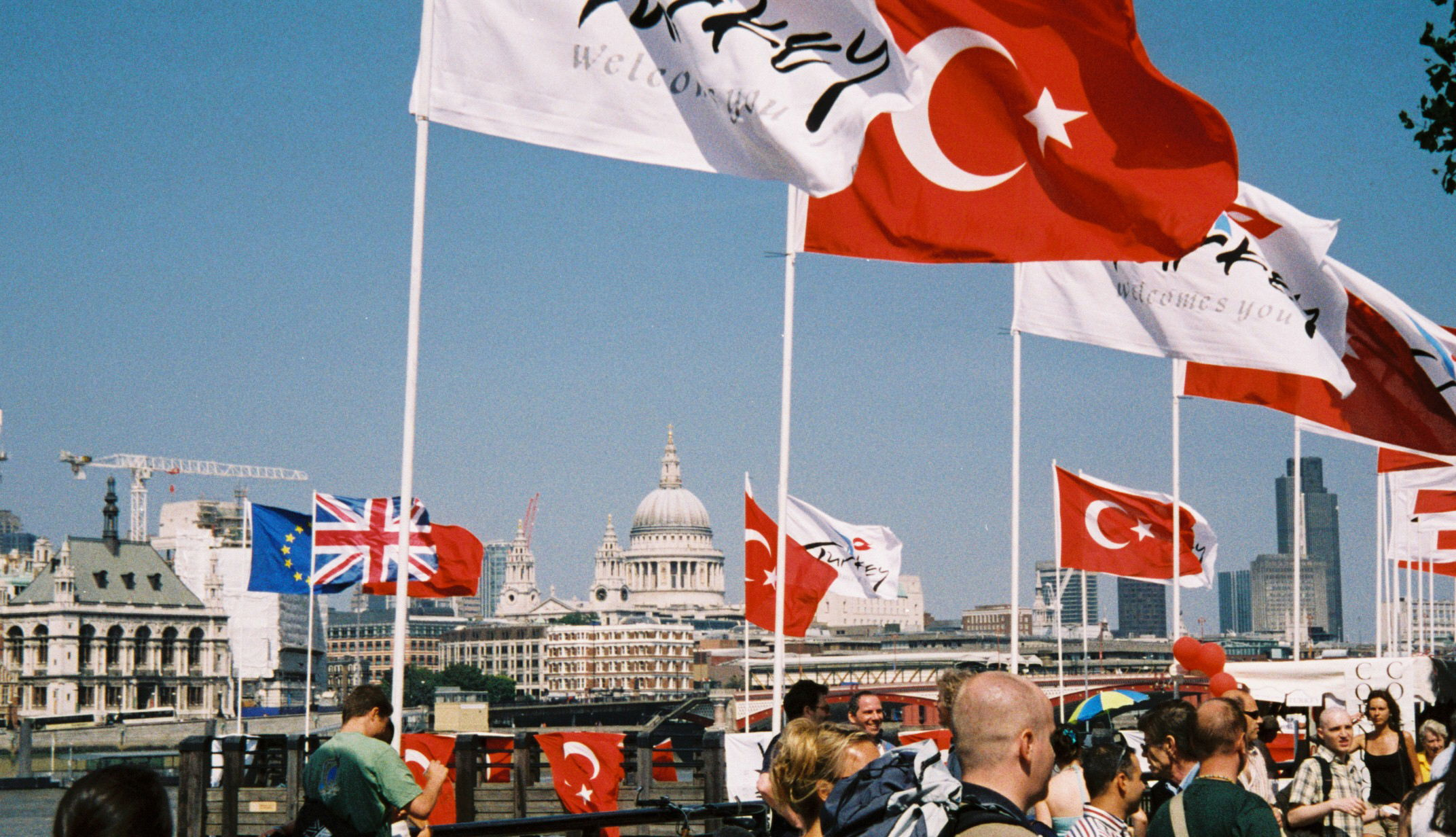
جشنواره ترکی در لندن

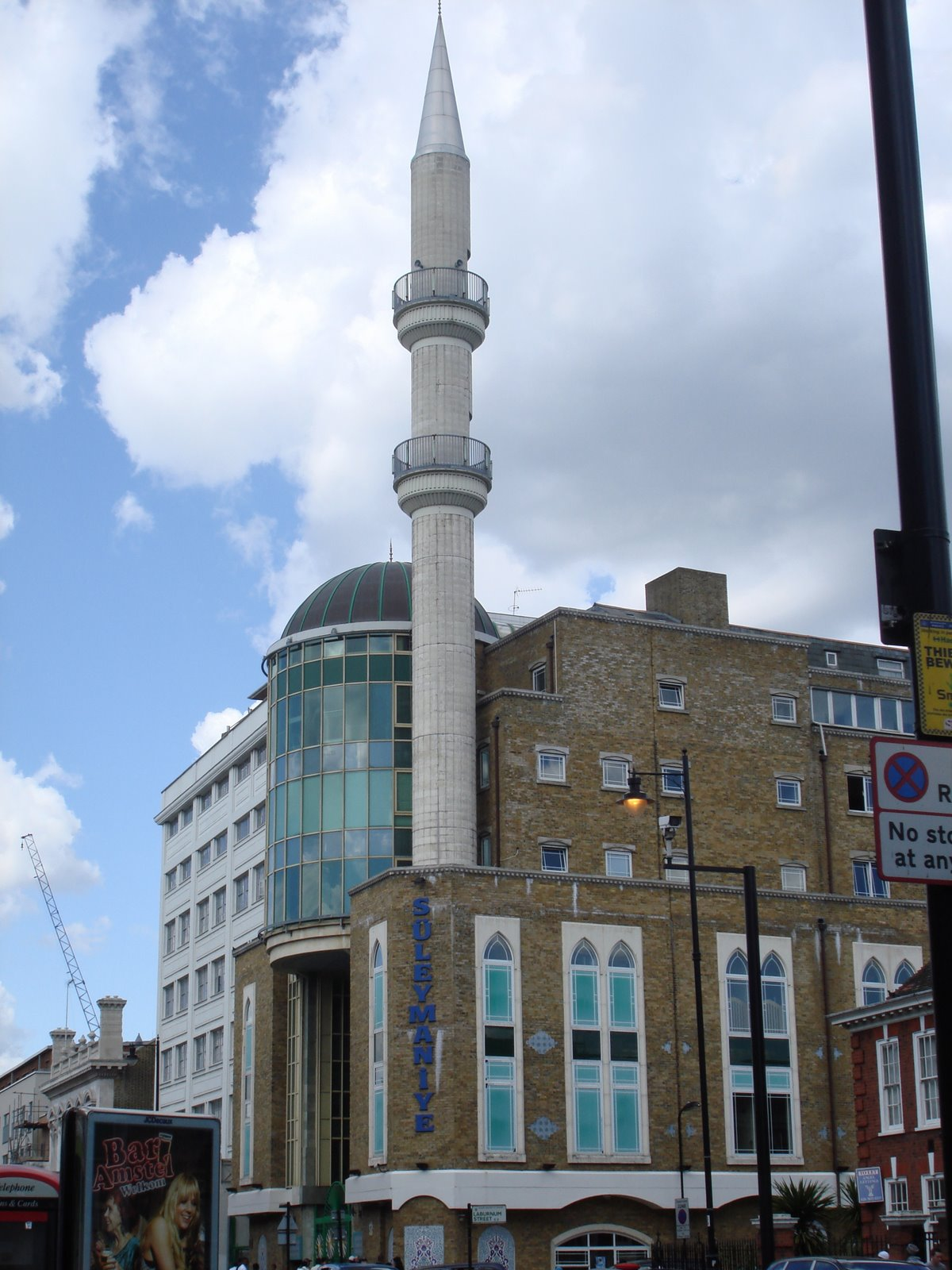
مسجد سلیمانیه در منطقه دالستون لندن.

اکثریت قاطع ترک‌ها را مسلمانان اهل سنت تشکیل می‌دهند که به عنوان بخشی از هویت ترکی خود بدان می‌نگرند، ولی در بین آنان افرادی سکولار نیز یافت می‌شود. که عمدتاً فقدان دانش در مورد اصول اساسی اسلام در نسل جوان وجود دارد. با این حال اکثریت جوانان ترک به دین اسلام اعتقاد دارند و دین اسلام را به صورت باور سنتی که جزء ارزش‌های سنتی ترک‌ها و معمولاً به‌طور نمادین می‌نگرند. نخستین مسجد ترک‌ها در سال ۱۹۷۷ توسط عده‌ای از ترک‌های قبرسی در لندن و با نام مسجد شاگ‌لول (به انگلیسی: Shacklewell Lane Mosque) گشایش یافت. بعدتر مسجد عزیزیه و مسجد سلیمانیه نیز توسط جامعهٔ ترک‌های بریتانیا بنا شد. با این حال، مساجدی در خارج از لندن نظیر مسجد سلیمیه منچستر، مسجد حمیدیه در لستر و مسجد عثمانیه در استوک-آن-ترنت توسط ترک‌ها ساخته شده‌است.

## رسانه
ترک‌ها با توجه به جمعیت نیم میلیونی، دارای رسانه‌های مختلفی به شرح ذیل می‌باشند:
- روزنامه
- زمان
- توپولوم
- اولای
- لوندرا
- اروپا
- مجلات
- آدا آکتوئل
- بی-ان
- جشنواره-فیلم‌سازی
- جشنواره فیلم ترکی لندن
- رادیو
- موج بیزیم
- رادیو ترک لندن

## مطالعه بیشتر
- Enneli, Pinar; Modood, Tariq; Bradley, Harriet (2005), Young Turks and Kurds: A set of 'invisible' disadvantaged groups (PDF), York: Joseph Rowntree Foundation/University of Bristol, ISBN 978-1-85935-273-1, archived from the original (PDF) on 26 June 2008, retrieved 24 July 2013
- Erdemir, Aykan; Vasta, Ellie (2007), "Differentiating irregularity and solidarity: Turkish Immigrants at work in London" (PDF), COMPAS Working Paper, ESRC Centre on Migration, Policy and Society, University of Oxford, 42, archived from the original (PDF) on 16 July 2011, retrieved 24 July 2013.